# 西南学院大学
西南学院大学（せいなんがくいんだいがく、英語: Seinan Gakuin University）は、福岡県福岡市早良区西新六丁目2番92号に本部を置く日本の私立大学。1916年創立、1949年大学設置。大学の略称は西南大（せいなんだい）、西南（せいなん）。

## 概観

### 大学全体
アメリカ合衆国の南部バプテスト連盟の宣教師C・K・ドージャーにより設立された、私立西南学院を基礎とするキリスト教主義学校（大学）である。

### 建学の精神
C・K・ドージャーが臨終に際して言い遺した「西南よ、キリストに忠実なれ（Seinan, Be true to Christ）」という言葉が、建学の精神とされている。

### 教育および研究
創立時から多くの外国人の教員がいる。36か国、119大学と国際交流協定を結び、学生の交換留学、教授・研究員の交流を行っている。少人数教育を重視している。日本最古の学生スピーチコンテスト「ギャロット杯」をESS（英会話サークル）が主催している。

### 学風および特色
スクールカラーが表すように自由で明るい学風。語学教育を重視している。留学生や留学経験者、外国人教員が多く、教員の中には副業で稼ぐ実業家がいることでも、関係者には知られている。
米国南部バプテスト連盟の宣教師によって開学した歴史から、その流れを汲む日本バプテスト連盟との関係は現在も深い。神学部は日本バプテスト連盟の教派神学校としての使命も負っている。バプテスト教会から多額の補助を受けていた時期もあり、南部バプテスト連盟より宣教師の派遣を受けており、学院長もこれら宣教師が就任することが通例であった。
しかし1970年代より南部バプテスト連盟の保守化が進み、2000年代に入ると、米国における極端なキリスト教原理主義化の波が学院に大きな影響を与え、2004年、アメリカ南部バプテスト連盟は世界バプテスト連盟を離脱した。詳細は後述。

## 沿革

### 略歴

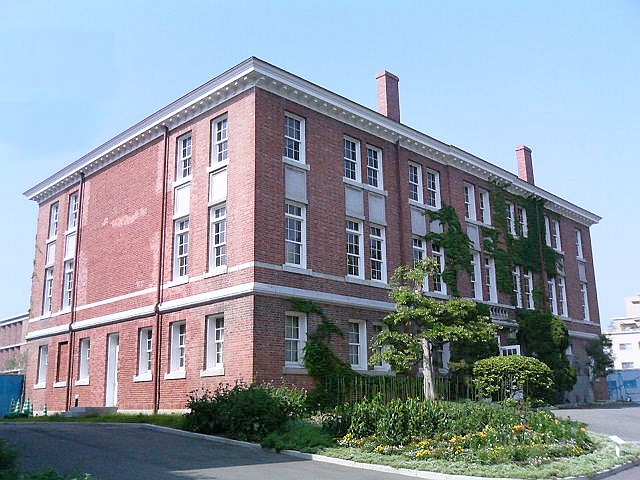
西南学院大学博物館

1916年、アメリカ合衆国南部バプテスト連盟の宣教師C・K・ドージャーによって、福岡市初の男子の私立中学校（旧制）として創立された。当初104人の生徒と9人の教職員でスタートした私立西南学院は、1921年に大学の前身である高等学部を開設した。第二次世界大戦中は、日米関係が悪化し、キリスト教主義学校に対する風当たりが強くなり、英文科を閉鎖するなどの影響が出た。
終戦後の1949年、新制大学として西南学院大学が開設。当初は米国のリベラル・アーツ・カレッジの形式をとる予定だったが、学部のない大学は認めないという国の指導もあり、学芸学部としてスタートした。

#### 宣教師
建学以来、太平洋戦争中の一時期を除いて米国人宣教師が経営の中核を担ってきた。宣教師たちは、神学や外国語（特に英語）をはじめ、文学や生物学などの専門分野を研究・教育した。歴代の学院長を初代から15代までのうち7人が宣教師が占めるなど、多くは学院の顔として地域でも活躍した。
1961年、児童教育などに尽くした学院創立者C・K・ドージャーの妻M・B・ドージャーは、外国人として初の西日本文化賞を受けた。西南学院が経営する大学、高校、中学などにこれまで勤務した宣教師は90人以上（2005年時点）。いずれも全米最大のプロテスタント組織である南部バプテスト連盟から派遣され、給与などの経費は米側が負担してきた。
しかし、2000年に南部バプテスト連盟が信仰宣言を改訂して「妻は夫に恭しく従うべきだ」と家父長制を強調し、女性が牧師になることを制限する文言などを加えた。海外の宣教師にも宣言への同意署名を求め、拒否した宣教師は絶縁になった。こういった米国の極端なキリスト教原理主義化の波は、西南学院にも一石を投じ、ブッシュ・ドクトリンを積極的に支持するなど右傾化を強める米国教会に、派遣された宣教師たちがついていけなくなり解雇され帰国した。2004年夏から秋にかけて、宣言への署名を拒否した当時の学院長L・K・シィート神学部教授、H・C・ジョンソン文学部教授が任期を終え離日し、宣教師は不在になった。
学院に留まった4人の元宣教師は南部バプテスト連盟を離れ、学院の専任教員として採用された。

### 年表
- 1916年（大正05年） - 福岡市大名に私立西南学院を創立。福岡市初の男子の私立中学校（旧制）として、当初104人の生徒と9人の教職員でスタート。
- 1918年（大正07年） - 早良郡（現：福岡市）西新町に移転。
- 1921年（大正10年） - 専門学校令による西南学院高等学部（文科・商科）を設立する。
- 1923年（大正12年） - 高等学部神学科を設置。
- 1931年（昭和06年） - チャールズ・リンドバーグ夫妻来訪。
- 1937年（昭和12年） - ヘレン・ケラー来訪。
- 1940年（昭和15年） - 高等学部神学科を閉鎖。
- 1944年（昭和19年） - 高等学部商科を西南学院経済専門学校と改称[2]、高等学部英文科閉鎖。
- 1946年（昭和21年） - 西南学院経済専門学校を西南学院専門学校と改称[3]
- 1949年（昭和24年） - 西南学院専門学校を母体に新制西南学院大学を設立、学芸学部を設置。
- 1951年（昭和26年） - 学芸学部を文商学部に改称。
- 1954年（昭和29年） - 文商学部を文学部と商学部に分離。旧制西南学院専門学校廃止[4]。
- 1964年（昭和39年） - 経済学部を設置。
- 1966年（昭和41年） - 神学部を設置。
- 1967年（昭和42年） - 法学部を設置。
- 1986年（昭和61年） - キング牧師夫人C.S.キング来訪。
- 1992年（平成03年） - 法学部に国際関係法学科を設置
- 2005年（平成17年） - 文学部から人間科学部を分離。
- 2006年（平成18年） - 文学部から国際文化学部を分離。
- 2020年（令和02年） - 文学部を募集停止および改組して外国語学部を開設。
- 2023年度（令和5年度） - この年度の入学生から、データサイエンスを学ぶ「データリテラシー」を全学部で必修科目化[5]。

## 基礎データ

### 所在地
- 本部所在地: 福岡県福岡市早良区西新六丁目2番92号

### 象徴
- スクールカラーは「自由を表す」テレベルト・グリーン（terre‐verte green■）。1934年当時、新聞部が学生に公募したところ圧倒的支持を得て採用された[6]。
- 校歌は島崎赤太郎作曲。
- 校章のデザインはC・K・ドージャーが考案した。西南（South・West）の頭文字「S・W」の2文字を組み合わせたもの。

## 教育および研究

### 組織

#### 学部
- 神学部
  - 神学科
- 文学部（2020年4月より募集停止）
  - 英文学科
  - 外国語学科
    - 英語専攻
    - フランス語専攻
- 外国語学部
  - 外国語学科
- 商学部
  - 商学科
  - 経営学科
- 経済学部
  - 経済学科
  - 国際経済学科
- 法学部
  - 法律学科
  - 国際関係法学科
- 人間科学部
  - 児童教育学科
  - 社会福祉学科
  - 心理学科
各学年100名計400名の定員で、カリキュラムは「分析・調査法領域」を基礎として「認知領域」「社会・産業領域」「教育・発達領域」「臨床領域」「文化・環境領域」という専門の5領域の計6領域から構成される[7]。
- 国際文化学部
  - 国際文化学科

#### 研究科
- 法学研究科
  - 法律学専攻
- 経営学研究科
  - 経営学専攻
- 文学研究科
  - 英文学専攻
  - フランス文学専攻
- 経済学研究科
  - 経済学専攻
- 神学研究科
  - 神学専攻
- 人間科学研究科
  - 人間科学専攻
- 国際文化研究科
  - 国際文化専攻

##### 専門職大学院
- 法務研究科
  - 法曹養成専攻（法科大学院）

#### 専攻科
- 神学専攻科
  - 神学専攻
- 商学専攻科
  - 商学専攻
- 経済学専攻科
  - 経済学専攻

#### 別科
- 留学生別科

#### 短期大学部
- 1950年設置、1975年廃止。

#### 附属機関

西南学院大学図書館前にある
町子先生とサザエさん/福岡県福岡市早良区

学術研究所
研究活動を支援するための機関で、専任教員約200人の個人研究室および、研究会用の会議室を備える。
附属図書館
図書収蔵能力は120万冊。一般図書・学術書のほか、国連寄託図書館、OECD協力資料館、EU情報センター、国際協力プラザからなる国際機関資料室を併設。中でもEU情報センターは日本の大学で初めて設置された。またデフォー文献・ロビンソン変形譚の蔵書では全国トップの収集。芥川賞作家の森禮子が以前、司書をしていた。図書館の前には大学が福岡市に寄贈した、長谷川町子とその代表作の主人公サザエさんの銅像がある。
大学博物館
建物は、西南学院中等部本館として1921年に竣工。西洋建築の古典様式であるジョージアン・コロニアルスタイルを基調とした赤レンガ造り3階建てで、間口24m、奥行15m、軒高10.4m、棟高15m。設計はウィリアム・メレル・ヴォーリズが行った。以来、西南学院中学校・高校の講堂として使用され、ヘレン・ケラーやリンドバーグ夫妻が来訪、マーティン・ルーサー・キング夫人であるC.S.キングが1986年5月に創立70周年記念講演を行った。2004年3月に「西南学院旧本館・講堂」として福岡市指定有形文化財にも指定され、これを契機に西南学院大学博物館として整備、2006年5月15日にオープンした。館長は同学教授の高倉洋彰が兼任している。また2015年には福岡県指定有形文化財となる。
国内外の聖書の写本や、マリア観音などの隠れキリシタンに関する資料などキリスト教の資料、学院創立者であるC・K・ドージャーにまつわる品々を常設展示しており、定期的にキリスト教やユダヤ教に関する美術工芸品を集めた特別展を開催している。特筆できるものとして、隠れキリシタンが江戸時代に密かに拝んでいたと伝えられる「隠れ切支丹鏡」がある。同様の銅鏡は約2千年前の中国で造られ始め、日本でも仏像や経典を映す魔鏡は各地で見つかっている。しかし隠れ切支丹鏡は、弾圧の歴史の中で秘蔵されていたため極めて数が少ない。一見するとどこにでもありそうな和鏡だが、一定の角度から光を照らすと、反射した光が当たった壁に十字架にかけられたキリスト像とそれを見つめる聖母マリアの姿が浮かび上がり、裏面の図柄の刻みと相まって聖像を映し出す仕掛けになっている。
國學院大學博物館（東京）と2014年度に研究協力協定を結んでいる。
利用案内
- 開館時間: 月 - 土曜・祝日の10:00 - 18:00（入館は17:30まで）
- 休館日: 日曜日、夏季休暇（8月10日 - 8月16日）、キリスト降誕祭（12月25日）、年末・年始（12月28日 - 1月5日）

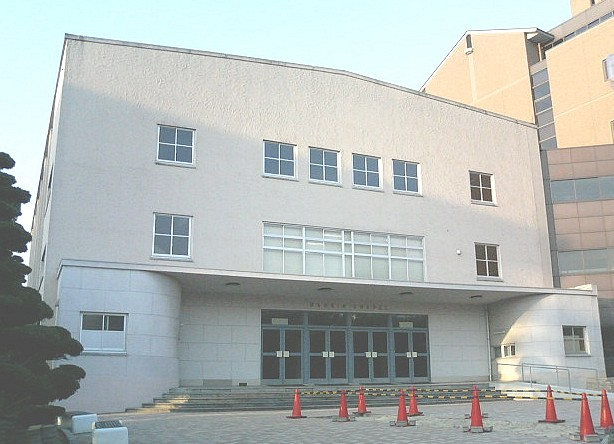
旧ランキンチャペル

- 入館料: 無料

ランキンチャペル
1954年献堂。建築家ウィリアム・メレル・ヴォーリズ晩年の作品。2階建て。老朽化のため2006年から改築工事が行われ、2008年に完了。ちなみに改築工事の際に定礎の奥に聖書や資料が埋められていたのが発見されており、「バプテストの祈りと献金に支えられて」と書かれていた。筆跡から誰が書いたかは分かっていない。また、歌手のMISIAは在学中にゴスペルを聞きによく通っていたという。大学祭ではミュージシャンのライブや講演会などのイベント会場となる場所でもある。
子どもプラザ
「地域社会が一緒になって子育てをし人間関係を築き、大学の持つ学問的な知識をもとに子育ての相談にも応じる」という趣旨のもとに設立された地域コミュニティーの場。「日本一子育てしやすいまち」を目指す福岡市の助成を得て開所。子育ての分野で、行政と私立大学が提携している全国で唯一の施設。
コミュニティーセンター
学外連携施設や同窓会事務室などとともに、約200人収容のホールや会議室がある。市民を対象にした映画の上映会やコンサートなどを催す施設。西南学院が目指す「開かれた大学」の一環として設立された施設。
言語教育センター
言語教育システム「CALL (Computer-Assisted Language Learning) 教室」や、各種メディアライブラリを完備。外国語教育に特化した教員を配置し、インターネット、ビデオ、オーディオなどの学習メディアを使って英語、フランス語、中国語、韓国語などの外国語を学生が自ら学ぶ施設。

#### 研究グループ
- 「ほうげん会」
中尾英俊名誉教授を中心に「法源」「方言」「放言」をキーワードに研究していた法社会学研究グループ。

## 学生生活

### 大学祭
- 西南学院大学では大学祭に独自の名称を付けず、単に「大学祭」と呼んでいる（ただしテーマは別につけている）。なお、正式には「西南学院大学第59回大学祭」のように大学名と大学祭の間に回数が入る。毎年11月上旬〜中旬頃に4日間連続で行われる。期間中、様々なゲストが来学し初日の仮装パレードでは多くの在学生が福岡の街を練り歩き、コンサートや講演会、九州産業大学プロレス研究部による興行、30回以上の歴史を誇るミスキャンパスガールコンテストなどが開催される。模擬店の数は西日本で一番多いといわれる。大学祭準備期間中は、1号館前で大学祭実行委員が実行委員同士で声を掛け合う「声だし」が恒例行事となっていたが、現在では行われていない。

### 部活動・サークル

#### スポーツ
サッカー部からはJリーグ選手、硬式野球部からはプロ野球選手をそれぞれ輩出したことがあり、その他の競技種目を含めユニバーシアードの選手等も在籍している。他にもラクロス部などが盛んであり、準硬式野球部などは過去に全国大会に出場したことがある。西日本最大のグラウンド「田尻グリーンフィールド」も完備しており、スポーツ推薦は無いがスポーツは盛んである。
- 西福戦（4〜5月）
硬式野球部は九州六大学野球連盟に所属している。毎年みずほPayPayドーム福岡で福岡大学とリーグ開幕戦を行い、両校による伝統の応援合戦が繰り広げられるのが恒例である。なお、2009年の開幕戦は北九州市立大学と行われた。
- アメリカンフットボール部グリーンドルフィンズ
部員は70名を超える。九州リーグ内では「4強」の一つであり、福岡大学、九州大学、久留米大学と並ぶ強豪校である。2011年、2012年は九州学生リーグ優勝を果たし、全日本選手権西日本準決勝まで進んだ。毎年TNCにより秋季リーグ戦の1試合が放映される。2012年、大学近くの西新商店街、高取商店街や田尻グリーンフィールドでの清掃等を含めたボランティア活動により、第六回福岡市環境行動賞学校部門において優秀賞を受賞した。
- ラグビー部
1928年創部。戦後の高等専門学校時代の1947年からと、新制大学移行後の1951年からそれぞれ3連覇するなど1962年まで全国地区対抗大学ラグビーで通算9度の制覇を成し遂げた。2010年より元日本代表の淵上宗志がヘッドコーチを務めることが決まった。

田尻グリーンフィールド
- 福岡市西区大字田尻にある。2009年11月完成。環境保全ゾーンを兼ね備えた西日本最大の大学総合グラウンド。西ゾーン（陸上競技場、ラグビー場、アメリカンフットボール場、サッカー場、テニスコート）と東ゾーン（硬式及び準硬式野球場、ソフトボール場兼多目的広場、アーチェリー場、自動車部練習場）に分かれる。

#### 文化系
- 最古の学生スピーチコンテスト「ギャロット杯」や「ドージャー杯」などを主催する学術文化会E.S.S.（英会話サークル）をはじめ、MISIA、TRFのバックダンサー、現在は倖田來未のバックダンサーをしているダンサーなどが所属していたダンスサークル「スリックベース」や、脚本家の中園健司が所属していた演劇部、財津和夫などが所属していた軽音楽部、フリーアナウンサー池田史、大分放送アナウンサー安元佳奈らが所属していた西南アナウンスメント研究会など、表現系文化系サークルなどを中心に盛んな活動が行われている。万乗大智は漫画研究会（廃部）に所属していた。
- 1919年に創部した「西南学院グリークラブ」は学内の最古級・文化系サークル。九州最古の男声合唱団。1980年代には120人以上の部員が在籍し、全日本合唱コンクールで何度も上位入賞していた。しかし2000年ごろから部員は減少、1952年度から毎年開催していた定期演奏会は2005年度が最後となっている。このためOBが支援を本格化し、4月の新入生勧誘などをOBが行っている。定期演奏会ではないが2010年12月にはリバイバルコンサートを行った。

## 大学関係者と組織

### 大学関係者組織
- 同窓会の支部は関東・関西・福岡・熊本や海外に計71支部。女性の卒業生だけの支部や業種別の支部もある。

## 施設

### キャンパス
- 最寄り駅: 福岡市地下鉄空港線西新駅
- 福岡市営地下鉄で西新駅から天神、博多などへ約15分以内、福岡空港までは約30分以内で移動することができる。福岡タワーなどがあるシーサイドももちへも徒歩15分以内で行ける。
- 大学の周囲には、サミットが開催された福岡市博物館や、全国トップレベルの蔵書でアジアフィルムセンターを目指す福岡市総合図書館があり、大学から徒歩圏内のため多くの学生が通う。西新商店街も近く、授業後にみずほPayPayドーム福岡へ野球観戦に行く学生もいる。
- 1号館の中には元寇防塁跡がある。これは1号館建設の際に見つかったものである。
- キャンパス内各所に聖書に纏わる植物を数多く植えており「聖書植物園」 (Seinan_Gakuin_University_Biblical_Botanical_Garden) と称する[11]。1999年11月13日に大学創立50周年の記念事業として開園。当初は12本の樹木があるに過ぎなかったが、その後徐々に拡充されてきた[12]。聖書に記載されている約100種の植物についてラベルを英語や日本語の他ヘブライ語、ギリシャ語、ラテン語で記載されており、2017年には『聖書植物園図鑑』を発刊した[13]。園にはモミ、アロエ、イソギンチャク、イチジク、オオムギ、ラウラス・ノビリス、ラベンダー ストエカス、ローソニア・インミス、レンズ豆、クコ、キョウチクトウ、ヨウジウオ、アカマツ、ポプラ ニグラ'イタリカ'、ミズナラ、トウゴマ、コムギ、ケヤキなどを収集している。
- 建築費の約1%を芸術品購入に当てさせる「パーセントプログラム」 (percent for art policy) を導入して、大学内でのパブリックアート支援を財政的に裏付けている。導入例としてインターナショナルハウスではフランク・ロイド・ライト、イサム・ノグチ、チャールズ・レニー・マッキントッシュなどのデザインした照明を使用している。
- 2007年、日本テレビ系列のドラマ『バンビ〜ノ!』の作中で主人公が通う架空の大学である「城南大学」のロケ地に選ばれた。撮影には、主演の嵐・松本潤をはじめ、学生役で実際に本学に通っている学生がエキストラとして参加している。
- バブル真っ只中の頃、日本テレビ系列『天才たけしの元気が出るテレビ』の企画で、福岡にジゴロがいるという噂を確かめるため、高田純次が大学を訪れた。
- 小倉優子とスザンヌが、RKBテレビ『九州青春銀行』の取材で訪れたことがある（ただしスザンヌは別の番組を含めて2度訪れている）。
- 漫画『サザエさん』の著者長谷川町子が自身の半生を漫画で綴った「サザエさんうちあけ話」の中に、疎開先の自宅に押しかけてきた進駐軍の兵士を、会話に困った作者が大学の前身である西南学院中学部の教師宅へ案内したエピソードが描かれている（「サザエさんうちあけ話⑨こわかった話」より）。
- 過去には、福岡市城南区干隈に1960年代から神学部のキャンパス（干隈キャンパス）及び体育系クラブのグラウンドがあった[14]が、1991年（平成3年）に福岡市の都市計画公園化構想に関連して大学側に干隈校地の譲渡要請があり、1999年（平成11年）に譲渡が最終決定された[15]。譲渡後に公園として整備され、2003年（平成15年）に「西南杜の湖畔公園」が開園した。名称は西南学院大学の神学部キャンパス跡地だったことに由来する。

## 対外関係

### 産学連携協力
- 西日本シティ銀行は、2008年9月に西南学院大学と産学連携協定を締結し、地域産業の振興、相互のノウハウ活用、学生や留学生の人材育成などの分野で協力を行っている。この連携の一環として、同大学商学部が実施する実践的キャリア教育プログラム「実践仕事塾」の金融コースでは、同行の役職員が講師を務めており、地場産業の発展と学術の振興に寄与している。
- 福岡県中小企業家同友会
同会と共同で「同友会大学」を開講している。また、商学部の教授らが、同会の会員を中心とした企業経営者を対象に「マーケティング論」や「国際経営論」「情報ネットワーク論」などの講義を行っている。
- 西日本新聞社の記者を講師として迎える講座「新・新聞学」を開講している。3、4年生を中心に約60人が受講している。情報洪水の中でいかに正確で役立つ情報を取捨選択するか、メディアがもたらす情報を読み解く力を身に付ける、裁判員制度と人権、キャンペーン報道、デジタル発信といった多彩なテーマに関して、第一線のデスクや現場記者が講義を行っている。
- デロイトトーマツグループと連携協定を締結し、データサイエンスに関する高度人材の育成を通じて地域社会への貢献を図る取り組みを開始。近年のデジタル化や社会課題の複雑化に対応するため、文部科学省の「数理・データサイエンス・AI教育プログラム認定制度」にもとづき、同大学ではデータサイエンス教育の強化を進めている。 本協定により、2024年度から「データサイエンス実践」科目が新設され、同グループの最新のデータアナリティクスの知見を活用した実践的な講座が提供されている。これにより、現実社会に応用可能な課題解決力を持つ人材の育成が目指されている[16]。

### 他大学との協定
国際協定締結大学
- アメリカ合衆国
  - オクラホマ・バプティスト大学
  - ノースカロライナ大学グリーンズボロ校
  - ニューヨーク市立大学スタテンアイランド校
  - ニューヨーク州立大学オネオンタ校
  - ベイラー大学
  - ロード・アイランド大学
  - ワシタ・バプテスト大学
  - サンディエゴ州立大学
  - ハワイ大学ヒロ校
  - マーサー大学
  - セント・クラウド州立大学
  - デラウェア大学
  - ニューメキシコ州立大学
  - ミドルテネシー州立大学
  - ユタ州立大学
  - ファーマン大学
  - サムフォード大学
  - ベルモント大学
  - カーソン・ニューマン大学
  - スリッパリーロック大学
  - ミネソタ州立大学マンケート校
  - サザンニューハンプシャー大学
  - マーシー大学
  - オレゴン大学
  - ノースアラバマ大学
  - キャンベル大学
- カナダ
  - マクマスター大学
  - プリンス・エドワード・アイランド大学
  - モントリオール大学
  - コンコルディア大学
  - ロイヤルロード大学
- イギリス
  - セントラル・ランカシャー大学
  - ウィンチェスター大学
  - キール大学
  - ヨーク・セントジョン大学
- フランス
  - グルノーブル・アルプ大学
  - エクス＝マルセイユ大学
  - パリ第3新ソルボンヌ大学
  - ボルドー・モンテーニュ大学
  - ISGビジネススクール
  - フランシュ・コンテ大学
  - アンジェ・カトリック大学
- 🇮🇸ノルウェー
  - ノード大学
- 🇫🇮フィンランド
  - ユバスキュラ応用科学大学
  - タンペレ大学
- 🇾🇪オランダ
  - アムステルダム応用科学大学
- 🇮🇹イタリア
  - トリノ大学
  - シエナ外国人大学
- 🇩🇰デンマーク
  - コペンハーゲン大学
- 🇨🇿チェコ
  - カレル大学
  - マサリク大学
- 🇭🇺ハンガリー
  - エトヴェシュ・ロラーンド大学
- 🇩🇪ドイツ
  - ケルン大学
  - デュースブルク・エッセン大学
- 🇮🇸アイスランド
  - アイスランド大学
- 🇵🇱ポーランド
  - ワルシャワ経済大学
  - ワルシャワ大学
- 🇧🇪ベルギー
  - ルーヴァン・カトリック大学
  - ブリュッセル自由大学
- 🇪🇸スペイン
  - サンティアゴ・デ・コンポステーラ大学
- 🇷🇺ロシア
  - サンクトペテルブルク工科大学
- 🇷🇴ルーマニア
  - ルーマニア・アメリカ大学
- 🇹🇷トルコ
  - イスタンブール・セヒール大学
- 🇦🇺オーストラリア
  - ディーキン大学
- 中華人民共和国
  - 吉林大学
  - 香港バプテスト大学
  - 華東師範大学
  - 香港恒生大学
- 🇹🇼台湾
  - 東呉大学
  - 輔仁大学
  - 東海大学
  - 国立東華大学
  - 文藻外語大学
- 大韓民国
  - 慶星大学校
  - 梨花女子大学校
  - 高麗大学校
  - 釜慶大学校
  - 誠信女子大学校
- 🇲🇾マレーシア
  - マラヤ大学
- 🇵🇭フィリピン
  - アテネオ・デ・マニラ大学
- 🇹🇭タイ
  - マハサラカム大学

国内協定締結大学
- 東北学院大学と相互評価協定を締結 [17]
- 成蹊大学と包括連携協定を締結[18]
- 國學院大学と包括連携協定を締結[19]
- 東京外国語大学と包括連携協定を締結[20]

## 関連文献
- 西南学院学院史企画委員会 『西南学院七十年史 上巻』 学校法人西南学院、1986年
- 西南学院学院史企画委員会 『西南学院七十年史 下巻』 学校法人西南学院、1986年

## Wiki関係他プロジェクトリンク
- ウィキブックス（Wikibooks）
  - 西南学院大対策